# 카자흐스탄 정부
카자흐스탄 공화국 정부(카자흐어: Қазақстан Республикасының Үкіметі)는 카자흐스탄의 정부이다. 정부 구성원은 대통령, 총리, 각 부처 장관, 차관로 구성된다.
카자흐스탄 공화국은 행정부, 입법부, 사법부가 삼권분립을 이루고 있다.

## 입법부
카자흐스탄의 입법부는 카자흐스탄 상원과 하원인 마질리스가 있다.

## 행정부
카자흐스탄 행정부의 수반은 대통령이다.